# Biblioteca Poblenou-Manuel Arranz
La Biblioteca Poblenou-Manuel Arranz és una biblioteca pública inaugurada el 2009 i situada a l'antiga fàbrica tèxtil de Can Saladrigas, molt a prop de la Rambla del Poblenou. Porta el nom de Manuel Arranz, en homenatge al membre fundador de l'Ateneu Popular La Flor de Maig i membre i president de l'Arxiu Històric del Poblenou. Comparteix edifici amb el Centre d'Imatgeria Festiva de Sant Martí.

## Biblioteca
En sintonia amb el seu veïnatge amb el Centre d'Imatgeria Festiva, la biblioteca Poblenou-Manuel Arranz compta amb un notable fons sobre cultura popular i tradicional, especialment de Catalunya, però també de la resta de terres de parla catalana i de l'estat espanyol. També disposa de CDs de música tradicional (hi ha la col·lecció completa de la fonoteca de música tradicional catalana) i documents sobre antropologia, ritus de la mort, castellers, sardanes, algunes partitures, etc. D'altra part, organitza activitats per a públic familiar relacionades amb el calendari festiu.

## Centre d'Imatgeria Festiva Sant Martí
La imatgeria festiva compta amb una notable vitalitat al Poblenou. A les Festes de Maig, a la Festa Major del Poblenou i en altres trobades lúdiques que formen part del calendari festiu, com el solstici d'hivern, passegen pels carrers del Poblenou els gegants, els dracs, els capgrossos, la víbria, el popular lloro del 36, El Fènix, etc. Des de l'any 2009, el Centre d'Imatgeria Festiva de Sant Martí, una iniciativa de la Colla del Drac del Poblenou i de la Colla dels Gegants del Poblenou, es troba a la planta baixa de Can Saladrifas. Consta d'una exposició permanent de totes les figures d'imatgeria festiva del Poblenou, espais per fer-hi reunions i activitats, un buc d'assaig per a músics i un taller de reparació i construcció de figures d'imatgeria.
A més d'oferir diversos serveis, el centre du a terme una programació d'activitats amb l'objectiu de donar a conèixer al públic en general, i especialment a les generacions més joves, les disciplines que conflueixen en la imatgeria festiva: la creació plàstica, la música, la coreografia, el teatre popular i l'organització associativa.